# Femsjö
Femsjö är kyrkbyn i Femsjö socken i Småland, sedan 1974 belägen i Hylte kommun i Hallands län, dessförinnan i Jönköpings län.
I byn ligger Femsjö kyrka. I Femsjö gamla prästgård föddes botanikern Elias Fries (1794–1878). År 1978 invigdes i en sidobyggnad till prästgården i Femsjö ett litet museum, Friesmuseet, för att erinra om och hedra minnet av Fries. 
Det finns ett vandrarhem i gammal skolmiljö.
En kilometer öster om Femsjö ligger Hägnens naturreservat på en udde i sjön Stora Färgen.